# Aero Airlines
Pour les articles homonymes, voir EAY.
Aero Airlines (code AITA : EE ; code OACI : EAY) était une compagnie aérienne de l'Estonie, filiale à 49 % de Finnair (le restant est détenu par Aero Holding) qui a cessé ses activités en 2008.
Son vol inaugural a eu lieu en 2002 avec le code AITA EE (qui est aussi le code postal et minéralogique estonien).

## Histoire
Le nom remonte à la première incarnation d’Aero Airlines et de Finnair, Aero AS, fondée en 1923, et son premier hydravion Junkers F 13. Celui-ci a décollé du port d’Helsinki à Katajanokka vers un lac proche de l’aéroport Ülemiste de Tallinn pour son premier vol, le mois de mars 1924, transportant 162 kg (357 livres) de courrier. D'autres destinations ont été rapidement ajoutées: Stockholm et Königsberg, d'où les passagers ont pris respectivement le train pour Göteborg (parfois embarqué sur d'autres avions pour Copenhague, Oslo et Londres) et vers Berlin. Les passagers ont commencé à faire la queue à certaines périodes - jusqu'à 48 par jour 1926 en attendant que les quatre places les pilotent.
Après la réticence initiale des autorités finlandaises à construire des aéroports, la flotte d’Aero pourrait éventuellement céder ses hydravions et embarquer dans des avions à atterrissage en roue en 1938. Mais les compagnies aériennes ont disparu à la suite de l’annexion de l’Estonie par l’Union soviétique en juin 1940. Finnair a retenu AY, le désignateur IATA d’Aero AS, tandis que les lignes aériennes Aero modernes volaient sous le nom d’EE. La compagnie aérienne a été rétablie en 2000 et a commencé ses activités en mars 2002 dans la région baltique. Il appartenait à Aero Holding (51%) et à Finnair (49%). Cette propriété avait ensuite été entièrement cédée à Finnair. Aero comptait 128 employés (en mars 2007).
Aero a réduit ses activités en 2007 et a finalement effectué son dernier vol le 6 janvier 2008. Toutes ses anciennes routes sont désormais exploitées par Flybe et Finnair.

## Flotte
Sa flotte se composait de trois ATR 72-200 (franco-italiens).